# 洛阳古墓博物馆
洛阳古墓博物馆（河南古代壁画馆），原名洛阳古代艺术博物馆，是位于中华人民共和国河南省洛阳市老城区的国家二级博物馆，是世界首座以古墓为专题的博物馆。博物馆占地面积130余亩，建筑面积8,200余平方米。博物馆于1984年启建，1987年建成开放。

## 馆区

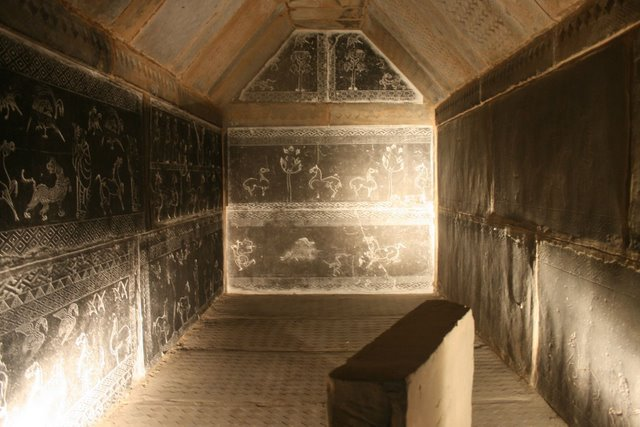
东汉时期的墓葬建筑，完整迁复至博物馆

博物馆由一组仿汉代建筑群和一组仿北魏建筑群组成，分为历代典型墓葬展区、北魏帝王陵展区和古墓丹青精粹展，共三个大展区。

### 历代典型墓葬展区
历代典型墓葬展区位于博物馆的东侧，展品是河洛地区自西汉至宋金时期的25座古墓，陈列约600件墓中文物，包括著名的西汉“卜千秋墓壁画”和“打鬼图”。
|                | 年代      | 发现时间   | 原址                 | 特色                                                         |
| -------------- | --------- | ---------- | -------------------- | ------------------------------------------------------------ |
| 打鬼图壁画墓   | 西汉      | 1957年     | 老城区烧沟村南       | 壁画，打鬼图                                                 |
| 卜千秋壁画墓   | 西汉      | 1976年     | 老城区烧沟村西       | 以阴阳五行为架构的壁画                                       |
| 画像石墓       | 西汉      |            |                      | 反映升仙观念的画像                                           |
| 空心画像砖墓   | 西汉      |            |                      | 空心画像砖                                                   |
| 天象神话壁画墓 | 新莽      | 1978年     | 西工区金谷园村东     | 壁画图像标识阴阳、五方之佐、五方之兽，图像系统完整、清晰     |
| 壁画墓         | 新莽      | 1984年     | 新安铁塔山           | 壁画                                                         |
| 砖石混作多室墓 | 东汉      | 1950年代初 | 涧西区涧河西岸       | 三种结顶形式，子母砖                                         |
| 永康元年墓     | 东汉      | 1970年     | 瀍河区唐寺门村       | 骨尺                                                         |
| 天象神兽壁画墓 | 东汉      | 1983年     | 西工区金谷园村       | 墓顶绘天象图，墓顶后部绘朱雀，前部绘白虎                     |
| 出行图壁画墓   | 东汉      | 1984年     | 偃师杏园村           | 砌在夹壁墙内的车马出行图壁画                                 |
| 壁画墓         | 东汉—曹魏 | 1991年     | 东北郊朱村           | 壁画                                                         |
| 正始八年墓     | 曹魏      | 1956年     | 涧西区涧河西岸       | （虽被盗，但仍出土）玉杯，铁帷帐构                           |
| 西晋墓         | 西晋      | 1960年     | 涧西区王湾村         | 四面起坡、四角攒尖、下方上圆的“穹窿顶”                       |
| 裴祗墓         | 西晋      |            | 老城区周公庙附近     | 形制特殊，平面好象失去一只翅膀的大鸟，埋葬一家老少三代四口人 |
| 元暐墓         | 北魏      |            | 瀍河区金家沟村西     | 石棺由六块石板安装而成                                       |
| 元巶墓         | 北魏      |            | 瀍河区盘龙冢村南     | 彩绘陶俑                                                     |
| 安菩夫妇墓     | 唐        | 1984年     | 龙门东山北麓         | 唐三彩，一枚东罗马帝国福克斯时期所铸金币                     |
| 李嗣本墓       | 唐        |            | 偃师杏园村           | 数量众多、种类齐全、制作精美的陶俑，石刻精美                 |
| 宋四郎墓       | 北宋      | 1983年     | 新安李村             | 砖筑仿木结构门楼，遍施彩绘，壁画，砖雕，假门假窗，夫妇对饮图 |
| 砖雕孝子图墓   | 北宋      | 1984年     | 涧西区洛阳耐火材料厂 | 六块浮雕孝子图方砖                                           |
| 砖雕墓         | 北宋      | 1994年     | 新安宋村             | 仿木结构斗栱，大量砖雕，遍施彩绘                             |
| 砖室墓         | 北宋      |            | 西工区纱厂北路       | 仿木结构建筑，假门假窗                                       |
| 壁画墓         | 北宋      |            | 新安李村             | 砖筑仿木结构门楼，壁画，砖雕，假门假窗，妇人启门图           |
| 砖雕墓         | 金代      | 1958年     | 涧西区七里河村       | 仿木结构砖雕                                                 |
| 邹𮴦墓         | 金代      | 1974年     | 焦作                 | 西壁刻有杂剧画像                                             |

### 北魏帝王陵展区
北魏帝王陵展区是北魏宣武帝景陵，位于博物馆西侧。1993年经国务院批准，博物馆联同中国社科院考古研究所对景陵进行抢救性发掘。2006年，景陵成为邙山陵墓群的其中一个组成部分，被公布为第六批全国重点文物保护单位。

### 古墓丹青精粹展
古墓丹青精粹展位于博物馆北侧的河南古代壁画馆，主体建筑是仿汉代的建筑群，此馆于2011年11月建成。馆中展示的是墓中出土的90余幅壁画和彩绘雕砖，来自西汉、新莽、东汉、北魏、唐、五代、宋、金等八个朝代墓葬。